# Voyeur (cheval)
Pour les articles homonymes, voir Voyeur.
Voyeur (né en 2002) est un cheval KWPN hongre bai monté par Kent Farrington en saut d'obstacles avec l'équipe olympique américaine. Il est la propriété de Amalaya Investissements.

## Histoire
Voyeur est un hongre KWPN né en 2002, par Tolano van't Riethof et Goodwill.
En 2015, Farrington et Voyeur deviennent le premier couple cavalier-cheval des États-Unis à décrocher la RolexTop Ten Finale de saut d'obstacles. Le couple a également remporté la Coupe du Monde en 2015. Voyeur a décroché la Coupe panaméricaine présentée par Rolex à Spruce Meadows, en juillet 2015.
En juillet 2014, Voyeur a reçu le Halla Challenge Trophy à Aix-la-Chapelle, qui récompense le meilleur cheval de la compétition, en l'honneur de Hans Günter Winkler, qui a remporté un total de sept médailles olympiques et est le seul cavalier participer et décroché une médaille en six Jeux Olympiques. En 2014, Voyeur et Farrington ont remporté la ATCO Power Queen Elizabeth II Cup. Farrington a monté Voyeur pour décrocher une médaille de bronze par Équipe avec les États-Unis pendant les Jeux équestres mondiaux.